# CJ Hamilton
Christopher Nathan Hamilton (Harrow, 23 de marzo de 1995, más conocido como CJ Hamilton, es un futbolista irlandés que juega en la demarcación de extremo para el Blackpool F. C. de la League One.

## Selección nacional
Hizo su debut con la selección de fútbol de Irlanda en un encuentro de la Liga de Naciones de la UEFA 2022-23 contra Ucrania que finalizó con un resultado de 0-1 a favor del combinado ucraniano tras el gol de Viktor Tsyhankov.

## Clubes
| Club                           | País       | Año       | Partidos | Goles |
| ------------------------------ | ---------- | --------- | -------- | ----- |
| Halifax Town A. F. C. (cedido) | Inglaterra | 2015      | 9        | 3     |
| Gateshead F. C. (cedido)       | Inglaterra | 2015-2016 | 30       | 2     |
| Mansfield Town F. C.           | Inglaterra | 2016-2020 | 171      | 19    |
| Blackpool F. C.                | Inglaterra | 2020-     | 181      | 18    |